# Поруба (Дубно)
Поруба (пол. Poręby) — присілок (хутір) села Дубно, Підкарпатське воєводство, Лежайський повіт, гміна Лежайськ (етнічна українська територія Надсяння).

## Історія
У шематизмі 1928 р. вперше зазначений присілок (хутір) Поруба на віддалі 0,5 км від села та 210 українців-грекокатоликів, які належали до парафії Дубно Лежайського) Перемишльської єпархії.
На 1939 р. число греко-католиків зменшилось до 130 осіб.
У 1945 р. українці виселені до СРСР.